# Lautawerk (Unternehmen)
Das Lautawerk war eine Aluminiumhütte mit eigener Tonerdefabrik und eigenem Wärmekraftwerk, das ab März 1917 im sächsischen Lauta, damals ein kleines Dorf, aufgebaut wurde, um den hohen Bedarf des Deutschen Reichs an Metallen für Rüstungszwecke im Ersten Weltkrieg zu befriedigen. Das Lautawerk gehörte zu dem Unternehmen Vereinigte Aluminium-Werke, die 1917 in Berlin gegründet wurden. Die Hütte begann nach einer Bauzeit von nur 18 Monaten im Oktober 1918 mit der Produktion von Aluminium.

## Geschichte
Bis zum Ende des Zweiten Weltkriegs entwickelte sich das Lautawerk zur größten Aluminiumhütte Europas, ab 1944 auch unter Einsatz von Zwangsarbeitern und Kriegsgefangenen, die in zwei Gefangenenlagern innerhalb des Werksgeländes unter menschenunwürdigen Bedingungen gehalten wurden. 1944 und 1945 wurde das Werksgelände mehrmals zum Ziel alliierter Bombenangriffe, bei einem der letzten Angriffe im März 1945 wurde die Stromversorgung zerstört und das Werk außer Betrieb gesetzt. Am 20. April 1945 marschierte die Rote Armee ohne nennenswerten Widerstand in Lauta ein und nahm auch das Lautawerk in Besitz. Nach der Kapitulation Deutschlands begann am 10. Mai 1945 umgehend die Demontage der Werksanlagen. 1948 erfolgte die Liquidation. Am 1. Januar 1949 wurde der Betrieb im VEB Aluminiumhütte Lautawerk als Aluminium- und Eisengießerei aufgenommen.
1958 begann man mit der Errichtung einer neuen Aluminiumhütte. 1964 wurde die Produktion der neuen Hütte aufgenommen und nach dem NS-Widerstandskämpfer Albert Zimmermann benannt, der in Lauta wirkte. 1978 wurde eine Versuchsanlage zur Gewinnung von Aluminium aus einheimischem Ton errichtet. Ab 1982 starteten die Aufschluss-Versuche mit Salzsäure und Schwefelsäure. Das schwefelsaure Verfahren erwies sich als weniger geeignet, sodass diese Versuche 1986 eingestellt wurden – das Patent auf das Verfahren wurde verkauft. Die Erprobung mit dem salzsauren Verfahren war 1988 abgeschlossen. Aufgrund der gesunkenen Weltmarktpreise für den Rohstoff Bauxit kam es aber nicht zur Errichtung einer Großproduktionsanlage.
Eine Perspektive sah man noch in der Verwendung des Verfahrens zur Herstellung hochreinen Aluminiums. Nach der Wiedervereinigung erfolgte 1990 die Stilllegung der Hütte und der weitestgehende Abriss, auf dem Werksgelände entstand im Laufe der folgenden Jahre ein Industrie- und Gewerbegebiet.
Die ökologischen Altlasten der jahrzehntelangen Aluminiumproduktion u. a. in Form von Boden- und Grundwasserverseuchung sind bis heute noch nicht behoben, das 1994 gestartete Ökologische Altlastengroßprojekt Lautawerk wird auch auf absehbare Zeit noch nicht abgeschlossen sein.

## Trivia
Die Aluminium-Kupfer-Legierung Lautal wurde nach dem Namen der Stadt Lauta, dem Produktionsstandort der Lautawerke, benannt.